# Teresa Zofia Orłoś
Teresa Zofia Orłoś (ur. 20 lutego 1930 we Lwowie, zm. 11 listopada 2009 w Krakowie) – polska językoznawczyni, slawistka-bohemistka, profesor zwyczajny doktor habilitowany, autorka prac z dziejów języka czeskiego, frazeologii, leksykografii, pozornej ekwiwalencji międzyjęzykowej, wzajemnych wpływów polsko-czeskich i historii bohemistyki. Animatorka polsko-czeskich kontaktów naukowych i wychowawczyni dwóch pokoleń slawistów w Instytucie Filologii Słowiańskiej Uniwersytetu Jagiellońskiego. Promotor wielu prac doktorskich i magisterskich.

## Biogram
Urodziła się 20 lutego 1930 roku we Lwowie. Jej ojciec był chemikiem, matka – farmaceutką. Oboje rodzice, a także starsza siostra Teresy Zofii Orłoś zginęli podczas II wojny światowej. Ona sama przedostała się do Warszawy, a po wojnie zamieszkała u wujostwa w Pradze, gdzie ukończyła jedno z tamtejszych gimnazjów ogólnokształcących. W 1950 zdała maturę i powróciła do Polski, gdzie rozpoczęła studia w nowo otwartej katedrze filologii słowiańskiej w Uniwersytecie Jagiellońskim. Już w czasie studiów kierownik katedry prof. Tadeusz Lehr-Spławiński zaproponował jej pracę naukową w prowadzonej przez niego jednostce. Początkowo była zastępcą asystenta, a na piątym roku studiów została tzw. asystentem kontraktowym. Magisterium obroniła 10 czerwca 1955.
Po studiach pozostała pracownicą swojej almae matris, początkowo jako adiunkt, a po roku 1977 jako docent. Jako naukowiec zajmowała się początkowo na historii czeskiego języka literackiego. W 1964 roku na podstawie pracy na temat zapożyczeń z języka polskiego w Słowniku Jungmanna uzyskała stopień doktora nauk humanistycznych. Pracę tę wydano w 1967 pod tytułem Zapożyczenia polskie w słowniku Jungmanna. W 1972 przyznano jej habilitację na podstawie pracy Zapożyczenia słowiańskie w czeskiej terminologii botanicznej i zoologicznej. Opublikowana w formie książkowej praca dwa lata później została uhonorowana Nagrodą Ministra Nauki, Szkolnictwa Wyższego i Techniki. W tym czasie opublikowała także szereg prac bohemistycznych, w szczególności eksplorujących wzajemne relacje językowe między polszczyzną a językiem czeskim. Odkryła również i opisała kilka nieznanych wcześniej rękopisów staroczeskich pochodzących m.in. z tzw. depozytu berlińskiego Biblioteki Jagiellońskiej oraz zbiorów seminarium duchownego w Tarnowie. Tworzyła także pozycje popularno-naukowe. W późniejszym okresie swojej aktywności naukowej skupiała się przede wszystkim na frazeologii współczesnej czeszczyzny.  
W 1987 została profesorem nadzwyczajnym, a w 1993 – profesorem zwyczajnym. Jednocześnie w latach 1988-1991 była wicedyrektorką instytutu, a w latach 1994-2001 kierowała nowo utworzoną Katedrą Filologii Czeskiej i Łużyckiej. W 2000 roku przeszła na emeryturę, ale jeszcze przez kilka lat pracowała na uczelni, a aktywna zawodowo pozostała niemal do śmierci. Działała m.in. w Komisji Językoznawstwa i Komisji Słowianoznawstwa Polskiej Akademii Nauk i Komisji Środkowoeuropejskiej Polskiej Akademii Umiejętności.
Zmarła 11 listopada 2009 w Krakowie, pochowana została na cmentarzu Salwatorskim.